# Wettbewerbsföderalismus
Mit Wettbewerbsföderalismus umschreibt man einen kompetitiven Föderalismus. Die regionalen Einheiten innerhalb eines Bundesstaates sollen dabei in vielen Bereichen einen eigenen Entscheidungsspielraum haben. Dadurch entsteht ein Wettbewerb zwischen den einzelnen Regionen, der die leistungsfähigeren Regionen belohnen soll. Der Wettbewerbsföderalismus wird oftmals mit den USA in Verbindung gebracht.
Das Gegenteil dazu ist der kooperative Föderalismus, für den Deutschland steht. In jenem Land fordern die Anhänger des Wettbewerbsföderalismus beispielsweise die (Rück-)Übertragung von Gesetzgebungskompetenzen an die Bundesländer. Ziel ist damit auch eine Entflechtung von Bundes- und Landeskompetenzen. Weitere elementare Forderungen sind die Reform des horizontalen Länderfinanzausgleichs und die Reform des Bundesrates. Bis Dezember 2004 tagte eine Kommission von Bundestag und Bundesrat (Kommission von Bundestag und Bundesrat zur Modernisierung der bundesstaatlichen Ordnung, Bundesstaatskommission).
Parteipolitisch wird das Konzept des Wettbewerbsföderalismus vor allem von der FDP und der CSU unterstützt. Tendenziell linksgerichtete Parteien hingegen befürchten, dass dadurch die Gleichwertigkeit der Lebensbedingungen in Deutschland, wie sie nach Art. 72 Abs. 2 GG gefordert wird, in Gefahr gerate.